# جروم فلین
جروم فلین (به انگلیسی: Jerome Flynn؛ زادهٔ ۱۶ مارس ۱۹۶۳) یک هنرپیشه و خواننده اهل انگلستان است که به خاطر ایفای نقش بران در سریال بازی تاج‌وتخت معروف است. وی همچنین در قسمت خفه شو و برقص مجموعه تلویزیونی آینه سیاه حضور داشته‌است. فلین در سال ۲۰۱۳، نامزد دریافت جایزه بفتای بهترین بازیگر نقش مکمل مرد برای سریال خیابان ریپر شد.

## فیلم‌شناسی
- ادوارد دوم (۱۹۹۱)
- کافکا (۱۹۹۱)
- سرباز، سرباز (۱۹۹۵–۱۹۹۱)
- گورکن (۱۹۹۹)
- بازی تاج‌وتخت (۲۰۱۹–۲۰۱۱)
- خیابان ریپر (۲۰۱۶–۲۰۱۲)
- آینه سیاه (۲۰۱۶)
- دوستدار تو، ونسان (۲۰۱۷)
- جان ویک: بخش ۳ – پارابلوم (۲۰۱۹)
- ترفند (۲۰۲۱)